# Prințesa Feodora de Hohenlohe-Langenburg
Prințesa Feodora Victoria Adelaide de Hohenlohe-Langenburg (7 iulie 1839 - 10 februarie 1872) a fost fiica lui Ernst I, Prinț de Hohenlohe-Langenburg și a Prințesei Feodora de Leiningen. Prin căsătoria cu Georg al II-lea, Duce de Saxa-Meiningen a devenit Ducesă de Saxa-Meiningen după ascensiunea acestuia în 1866.

## Biografie
Feodora a fost cea mai mică din cei șase copii ai Prințului Ernst I de Hohenlohe-Langenburg și a Feodorei de Leiningen. Mama ei a fost sora vitregă a reginei Victoria.
Feodora și-a întâlnit viitorul soț (și verișor de gradul doi), Georg al II-lea, Duce de Saxa-Meiningen, în timp ce el se întorcea în Italia. Era proaspăt văduv și în doliu și îndurerat de pierderea primei soții, Charlotte. În ciuda recentei tragedii, Georg căuta o mamă pentru cei doi copii ai săi care erau mici. Feodora și Georg s-au logodit imediat. La 23 octombrie 1858, ei s-au căsătorit la Langenburg. Cuplul a avut trei fii:
- Prințul Ernst (27 septembrie 1859 - 29 decembrie 1941); s-a căsătorit morganatic cu Katharina Jensen; au avut copii
- Prințul Frederick John (12 octombrie 1861	- 23 august 1914); s-a căsătorit cu contesa Adelaide de Lippe-Biesterfeld; au avut copii. A fost bunicul Prințesei Regina de Saxa-Meiningen, soția lui Otto, Prinț Moștenitor al Austriei. Prințul Frederic a fost ucis în bătălie, la Tarcienne, Franța.
- Prințul Victor (14 mai 1865 - 17 mai 1865)

Mariajul a fost unul nefericit. Georg nu s-a împăcat niciodată cu pierderea Charlottei și Feodora nu era potrivită temperamental pentru viața pe care era de așteptat să o ducă. Nu avea dotări intelectuale sau artistice; chiar mai rău, ea a avut nici un interes în dezvoltarea acestora. În ciuda acestui fapt, Georg a încearcat s-o educe. El era un mare iubitor de arte, în special de teatru. Curând el a realizat că ea nu va fi la fel de spirituală și inteligent ca Charlotte. După decesul celui de-al treilea fiu, Feodora a părăsit Meiningen.
În ianuarie 1872, Feodora a contractat scarlatină și a murit luna următoare. În ciuda diferențelor dintre ei, Georg a rămas atasat de ea; când ea s-a îmbolnăvit, el el a fost cu adevărat înnebunit de durere și a trimis telegrame părinților ei de două ori pe zi. Anul următor după moartea ei, Georg s-a căsătorit pentru a treia oară cu Ellen Franz, o fostă actriță.